# Пудреница

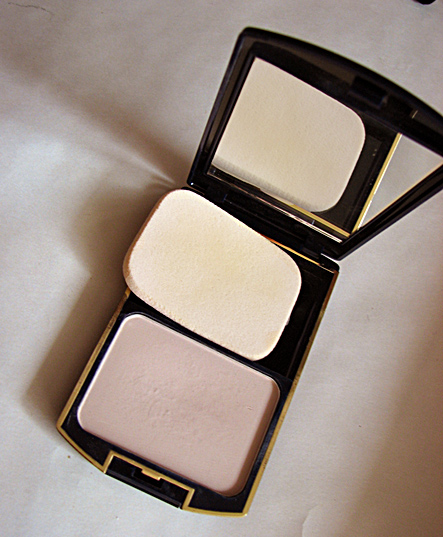
Компактная пудреница с зеркальцем

Пу́дреница — ёмкость для хранения пудры. Пудреницы подразделяются на сумочные (компактные) и туалетные (настольные).
Компактная пудреница предназначена для ношения в дамской сумочке, она может иметь круглую, овальную, квадратную или прямоугольную форму и состоит из двух створок на шарнире, закрывающихся замочком. На одной створке размещается ободок с пудрой, на другой — зеркальце. Внутрь вкладывается пуховка. Компактные пудреницы изготавливаются из различных материалов: пластика, органического стекла, целлулоида, металлов (латуни и серебра) и кожи. Крышка пудреницы часто украшена инкрустацией, гравировкой и эмалью.
Настольная пудреница чаще всего представляет собой круглую баночку с крышкой. Её обычно держат на туалетном столике. Настольные пудреницы выпускают из тех же материалов, что и компактные, а также из хрусталя и фарфора.